# Josef Hufnagel
Pour les articles homonymes, voir Hufnagel.
Josef Hufnagel (né le 13 janvier 1900 à Kreuztal et mort le 9 février 1982 à Münster) est un homme politique allemand du SPD.

## Biographie
Hufnagel, qui est catholique romain, suit un apprentissage de cordonnier après l'école primaire, qui est interrompu par son déploiement pendant la Première Guerre mondiale. Après la guerre, il rejoint le mouvement syndical. À partir de 1919, il est président d'une section locale du Syndicat libre et fréquente les écoles de formation avancée de la Fédération allemande des syndicats. Il est à nouveau soldat pendant la Seconde Guerre mondiale .
Hufnagel est marié et a trois enfants.

## Parti politique
Hufnagel est membre du SPD depuis 1931. Après la Seconde Guerre mondiale, il participe à la reconstruction du parti à Münster. À partir de 1946, il est secrétaire du parti et est élu président du sous-district SPD de Münster.

## Parlementaire
De 1946 à 1969, Hufnagel est membre du conseil municipal de Münster.
De 1953 à 1969, il est député du Bundestag. Il est toujours élu au Bundestag via la liste d'état du SPD Rhénanie du Nord-Westphalie.

## Autres mandats
De 1952 à 1969, Hufnagel est maire de Münster.

## Honneurs et récompenses
En 1965, Hufnagel est fait commandeur de l'ordre du Mérite de la République fédérale d'Allemagne.